# Královské hlavní město Praha
Královské hlavní město Praha je označení Prahy v období od sloučení čtyř historických pražských měst v roce 1784 do vzniku Velké Prahy roku 1922.

## Popis

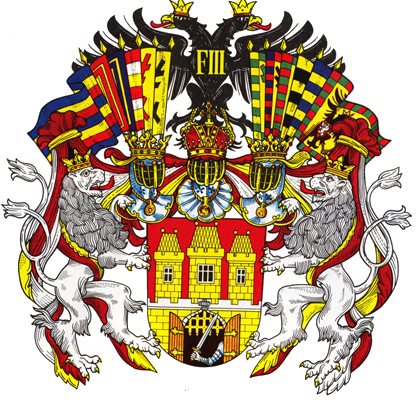
Znak královského hlavního města Prahy

Město Praha, po Vídni druhé největší město habsburské monarchie, s rozlohou 725 ha a 76 000 obyvateli, vzniklo 12. února 1784 spojením samostatných královských měst:
- Staré město pražské, také Praha, dříve Pražské město, Větší město
- Malá Strana, dříve Menší město pražské
- Hradčany
- Nové město pražské, založené roku 1348 Karlem IV.

Mělo tehdy čtyři čtvrtě, pražské obvody (číslované římsky): Staré Město (Praha I), Nové Město (Praha II), Malá Strana (Praha III), Hradčany (Praha IV). Sídlem městské správy a městské rady byla Staroměstská radnice.

## Rozšiřování
Kapacita historické Prahy nestačila rozvoji urbanizace v 19. století spojené s průmyslovou revolucí, která tak osídlení soustředila do jejího okolí. Rozšiřování Prahy si žádala zejména potřeba propojení infrastruktury jako byl vodovod, plynovod, kanalizace či doprava, ale jednání s okolními obcemi vázla kvůli otázkám daní a autonomie v rámci Prahy. Až do první světové války tak bylo úspěšně připojeno jen několik málo obcí, nejlidnatější oblasti, předměstí Karlín a Smíchov a později města Královské Vinohrady a Žižkov prozatím připojeny nebyly.
Ke Král. hl. m. Praze bylo připojeno:
- 1850 Josefov (Praha V, původně Židovské město),
- 1883 Vyšehrad (Praha VI)
- 1884 Holešovice a Bubny (Praha VII)
- 1901 Libeň (Praha VIII)

Na přelomu 19. a 20. století mělo Královské hlavní město Praha 233 000 obyvatel na rozloze 21 km². Zákonem o Velké Praze z roku 1920 bylo území k 1. lednu 1922 rozšířeno na 172 km² a začalo být označováno jako hlavní město Praha.